# Cacatua negra cuagroga
La cacatua negra cuagroga o cacatua negra de cua groga (Zanda funereus) és una espècie d'ocell de la família dels cacatuids (Cacatuidae) que habita zones boscoses d'Austràlia, al sud de Queensland, nord-est de Victòria i sud d'Austràlia Meridional.